# П'єро Содеріні
П'єро ді Томмазо Содеріні (італ. Piero di Tommaso Soderini, також П'єр Содеріні (італ. Pier Soderini; 17 березня 1451 — 13 червня 1522) — італійський державний діяч Флорентійської республіки.

## Біографія
П'єро Содеріні народився у Флоренції в родині Томмазо ді Лоренцо Содеріні (італ. Tommaso di Lorenzo Soderini), члена давнього роду, який став відомим у медицині, та Діанори Торнабуоні (італ. Dianora Tornabuoni), другої дружини Томмазо, яка також походила з престижної флорентійської родини пов'язаної з П'єро Медічі. Паоло Антоніо Содеріні, брат Содеріні, був державним діячем і прихильником Савонароли. Ще одним братом був кардинал Франческо Содеріні, єпископ Вольтерри. У 1481 році П'єро Содеріні став пріором міста, а пізніше — фаворитом П'єро ді Лоренцо Медічі, отримавши від нього в 1493 році честь бути послом у Французькому королівстві. 1502 року флорентійці обрали П'єро Содеріні довічним гонфалоньєром, прагнучи надати більшої стабільності своїм республіканським установам, які були відновлені після вигнання П'єро Медічі та страти Савонароли.
Правління Содеріні виявилося поміркованим і мудрим, хоча він не мав якостей великого державного діяча. Він запровадив систему національного ополчення замість іноземних найманців. Під час його правління тривала війна з Пізою завершилася захопленням міста флорентійцями в 1509 році. Нікколо Макіавеллі, автор книг «Державець» та «Міркування про першу декаду Тіта Лівія», служив при ньому другим канцлером і послом у Чезаре Борджіа, Римі та Франції. Хоча Макіавеллі спочатку дуже поважав Содеріні, його ставлення змінилося через події, які спричинили падіння Содеріні.
Вдячний Франції, яка надала йому допомогу, Содеріні завжди займав французьку сторону в італійській політиці. Але в 1512 році Медічі повернулися до Флоренції й за допомогою іспанської армії, скинули Содеріні та вигнали його. Він знайшов притулок в Орашаці (поблизу Дубровника) в Далмації, де залишався до обрання папи Лева X, який викликав його до Риму та був до нього прихильний. Содеріні прожив у Римі до кінця свого життя і працював на благо Флоренції, куди йому так і не дозволили повернутися.
1522 року він помер у Римі. Похований у церкві Санта-Марія-дель-Пополо.

## Виноски
1. ↑  Encyclopædia Britannica
2. ↑  Pegazzano D. Soderini, Piero // Grove Art Online / J. Turner — [Oxford, England], Houndmills, Basingstoke, England, New York: OUP, 2018. — doi:10.1093/GAO/9781884446054.ARTICLE.T079492
3. ↑  https://www.britannica.com/biography/Piero-di-Tommaso-Soderini
4. ↑  Dizionario Biografico degli Italiani
5. ↑  Margaretić, Marija, Zbornik Dubrovačkog primorja i otoka, Kulturno — prosvjetno društvo Primorac, Dubrovnik, 2006, ISSN 0353-5428, p 221
6. ↑  Dizionario Biografico degli Italiani